# Eoarthropleura
Eoarthropleura és un gènere extint de miriàpodes diplòpodes de la família dels artroplèurids que va viure en regions àrides en els períodes Silurià i Devonià, fa 380 milions d'anys. És l'ancestre més probable del gènere Arthropleura.